# HD 79694
HD 79694，又名CD-43 5068，SAO 220972、HR 3672，是一颗恒星，视星等为5.85，位于銀經267.21，銀緯3.14，其B1900.0坐标为赤經9h 10m 27.1s，赤緯-43° 3.14′ 55″。